# Damara
I Damara sono una popolazione della Namibia. Hanno una lingua simile al popolo Nama, ma sono somaticamente molto differenti. Sono un popolo di origine bantu che parla una lingua del gruppo khoisan.
Prima del 1870, i Damara erano il gruppo predominante nella Namibia centrale; in seguito, l'avvento dei Nama e degli Herero contribuì a disperderli nel territorio. Nel 1973 un'area di circa 5.000.000 di ettari nel nordest della Namibia, nella regione di Erongo, fu dichiarata "terra dei Damara" (Damaraland). Il governo sudafricano, che all'epoca controllava la Namibia, dispose che tutti i Damara fossero trasferiti (deportati) nel Damaraland, secondo la politica generale dell'apartheid. Oggi si contano circa 100.000 Damara in questa regione.

## Cultura damara
I Damara vivono soprattutto di agricoltura e allevamento. Sono inoltre abili artigiani, soprattutto noti per la lavorazione delle pelli, per le collane di perline di vetro e metallo, vasi e anfore di legno, e pipe di argilla. Le donne Damara, come quelle dei popoli Herero e Nama, indossano abiti vittoriani.